# Kantonnale zegel

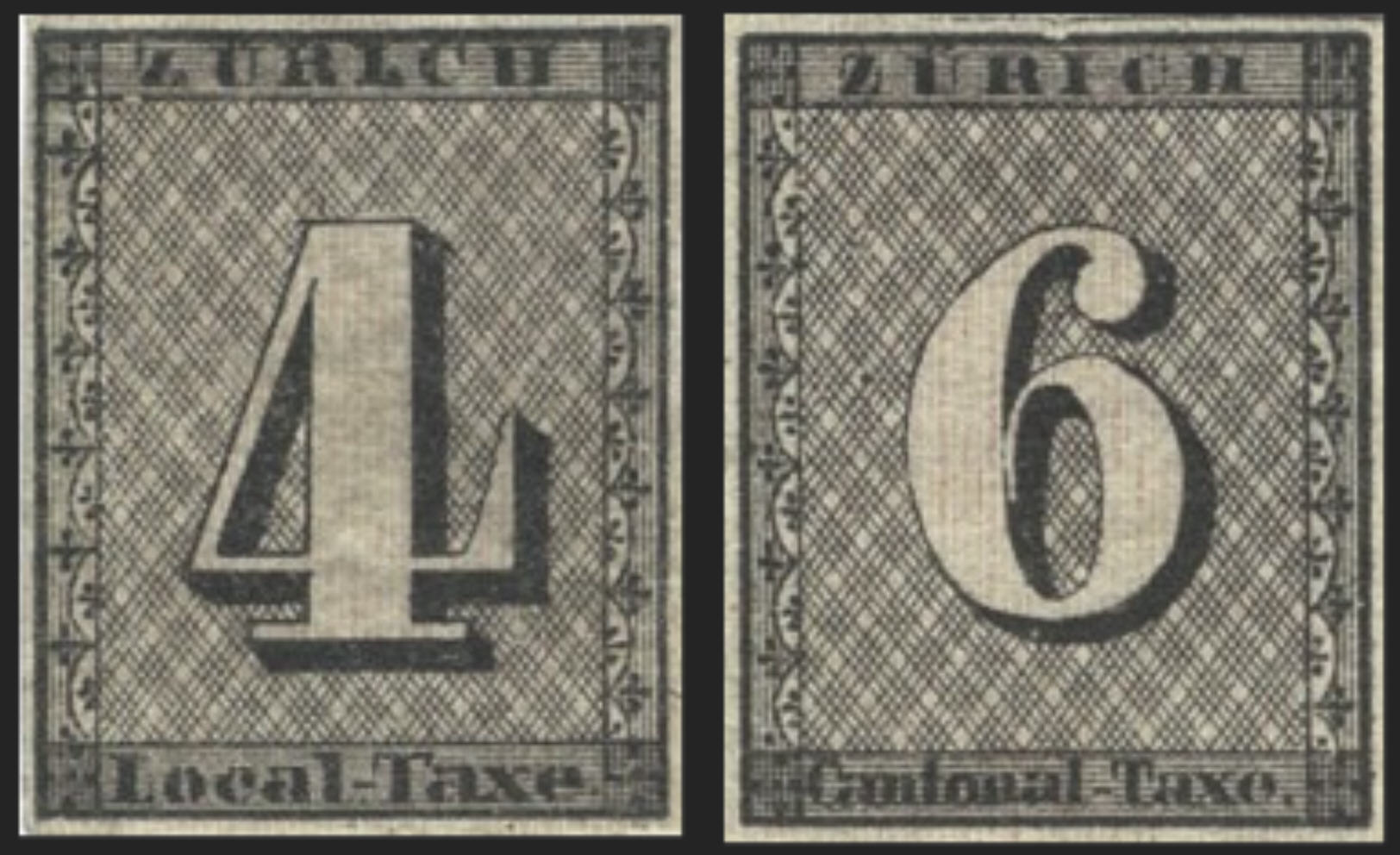
Kantonnale zegels van Zürich.

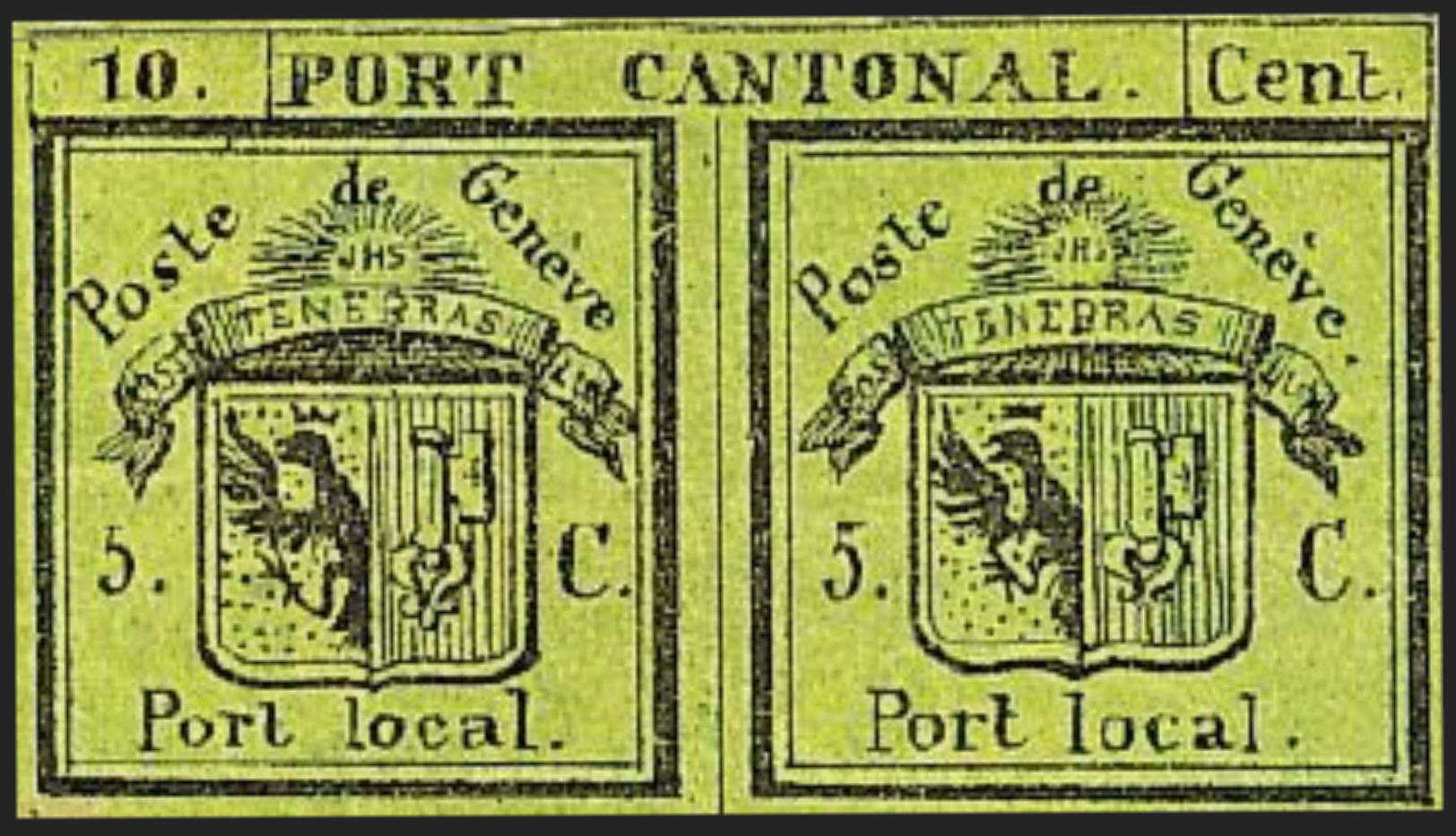
Kantonnale zegels van Genève.

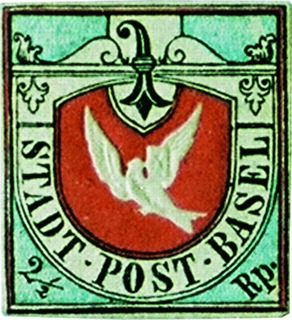
Kantonnale zegel van Bazel.

Kantonnale zegels zijn de postzegels van drie Zwitserse kantons, die hun eigen postdienst verzorgden en daarvoor ook hun eigen postzegels gingen uitgeven. Dat was in de kantons Zürich, Genève en Bazel. Zürich had twee zwarte cijferzegels (1843), Genève zijn wapenzegels (1843) en Bazel de Bazeler duif (1845).
De kantonnale zegels waren vanaf 1 oktober 1849 frankeergeldig in heel Zwitserland, dat bleven zij tot 30 september 1854. De Zwitserse Bundespost werd in 1849 opgericht en ging pas in oktober 1854 haar eerste eigen postzegels uitgeven.

## Herdenking 1943
De drie eerste emissies van kantonnale zegels werden in 1943 in Zwitserland herdacht met de uitgifte van zegels en blokken.
De emissie van 25 februari 1943 was er ter ere van de eerste emissies van zowel Zürich en Genève De twee zwarte (Züricher) cijferzegels staan naast elkaar afgebeeld, min of meer in de lay-out van de Geneefse dubbelzegel. De twee waardecijfers van vier en zes c vormen samen de frankeerwaarde à 10 c van de postzegel. Om het idee compleet te maken is een miniblok toegevoegd met een perforatie tussen de twee cijferzegels.